# توماس فرنسيس ميلر
توماس فرنسيس ميلر (بالإنجليزية: Thomas Francis Miller)‏ هو مهندس معماري أمريكي، ولد في 1863 في مقاطعة سيسيل في الولايات المتحدة، وتوفي في 11 فبراير 1939 في سوارثمور في الولايات المتحدة.